# Közönséges tarkalepke
A közönséges tarkalepke (Melitaea athalia) a rovarok (Insecta) osztályának lepkék (Lepidoptera) rendjébe, ezen belül a tarkalepkefélék (Nymphalidae) családjába tartozó faj.

## Előfordulása
Megtalálható egész Európában (kivéve Egyesült Királyság nagy részét, valamint Skandináviát és Dél-Spanyolországot), továbbá Ázsia mérsékelt övi területein. Egyik alfaja Észak-Afrikában él. Magyarországon ez a leggyakoribb tarkalepkefaj.

## Megjelenése
A hím szárnyfesztávolsága mintegy 41, a nőstényé 47 milliméter. A lepkének két pár szárnya van. A hernyó szájszerve rágó, az imágóé pödörnyelv (feltekeredő szívó-nyalócső). A szárnyfelszínen sűrű barna vonalak futnak, a fonák javarészt narancsszínű, a hátsó szárnyon fehér vagy krémszínű szalagokkal. Szárnyán a rajzolat rendkívül változékony, ami megnehezíti azonosítását. A hernyó sötétbarna.

## Életmódja
Erdei tisztásokon, réteken, utak mentén repül lassú szárnycsapásokkal, a fűszálak végén gyakran megpihenve. Közép-Európában élőhelye egyre jobban szűkül; jövője a réti élőhelyek fennmaradásától függ. Más területeken kevésbé veszélyeztetett.
Oligofág hernyója az útifűfélék (Plantaginaceae) leveleit rágja, kiváltképp a lándzsás útifűét (Plantago lanceolata). A lepke nektárt szív. Hernyó állapotban telel át, társas szövedékben. Évente egy nemzedéke repül.

## Szaporodása
A nőstény legfeljebb 200-as csomókban rakja petéit a lándzsás útifű leveleire. A petéből 3 hét múlva kel ki. Hernyó időszaka a leghosszabb. Megmássza a takarmánynövényeket, és egészen télig megállás nélkül rág, majd áttelel és tavasszal ismét rágni kezd. 10 hónapos korában bebábozódik. A báb a lándzsás útifű levelein lóg. A rovart vastag külső burok védi. A kifejlett állat csak néhány hétig él; a nőstény röviddel a peték lerakása után elpusztul.

## Képek

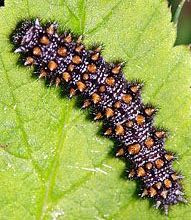
A lepke hernyója
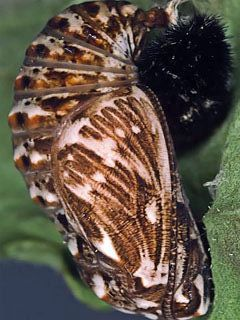
és a bábja

## Alfaj

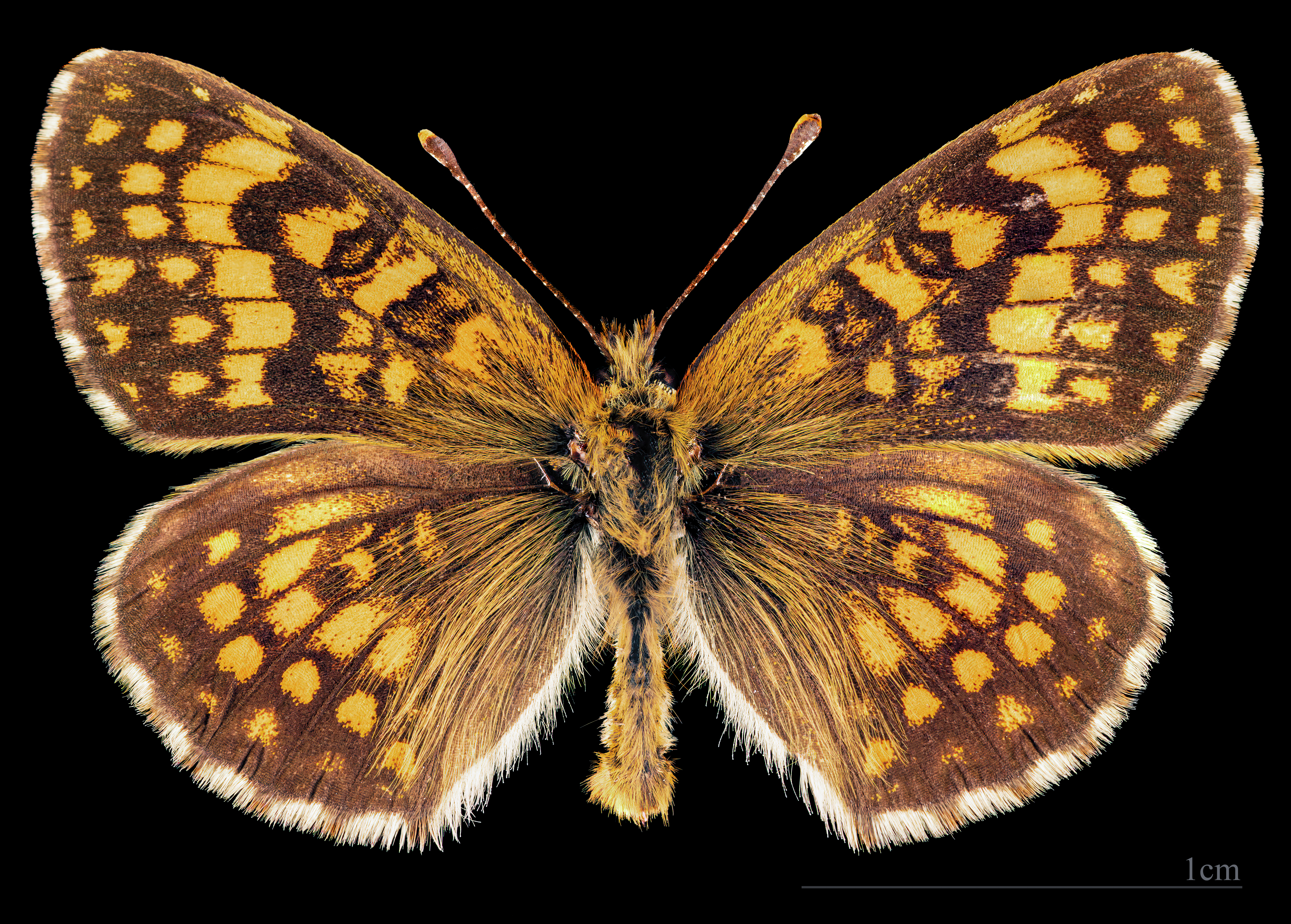
♂
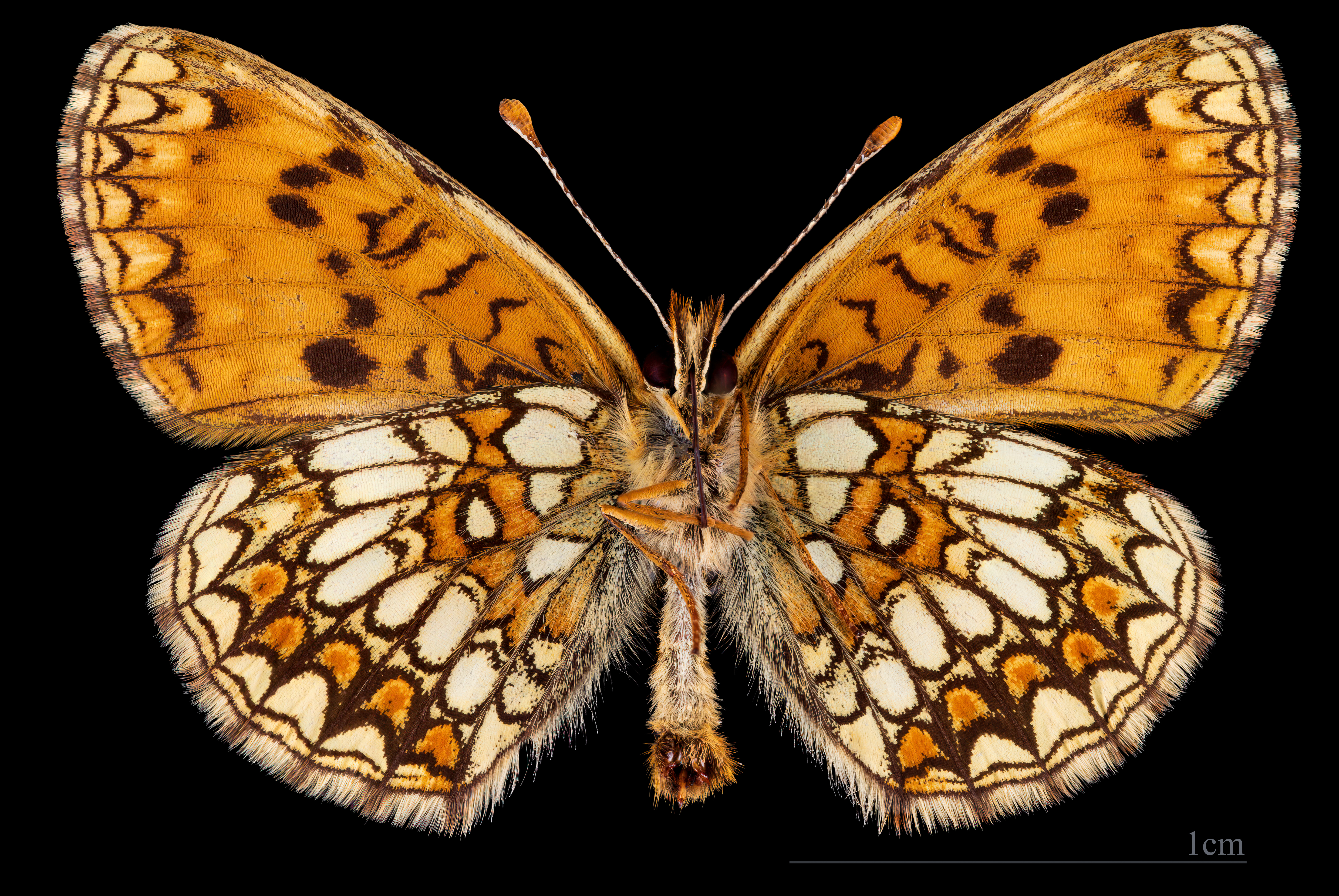
♂ △
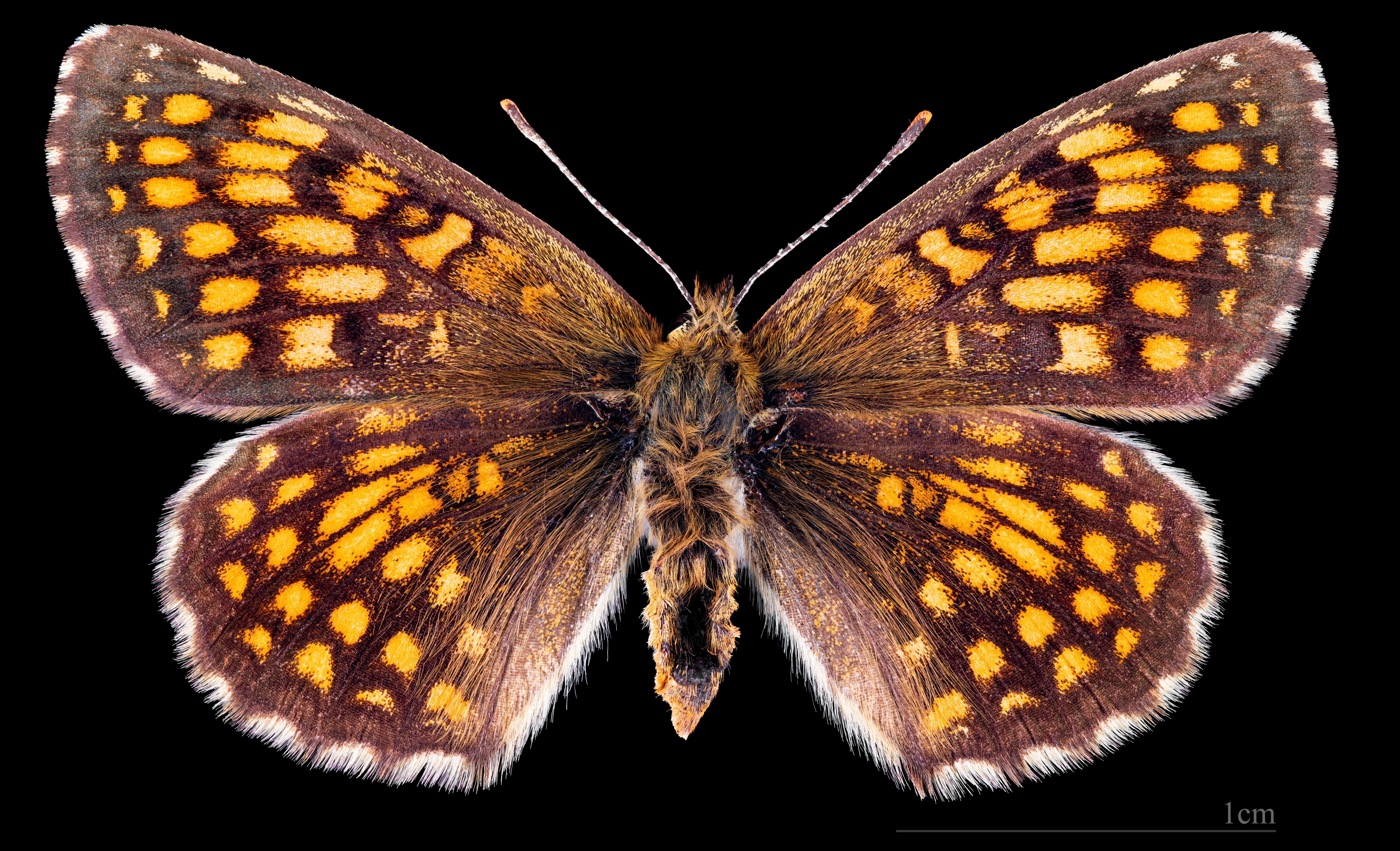
♀
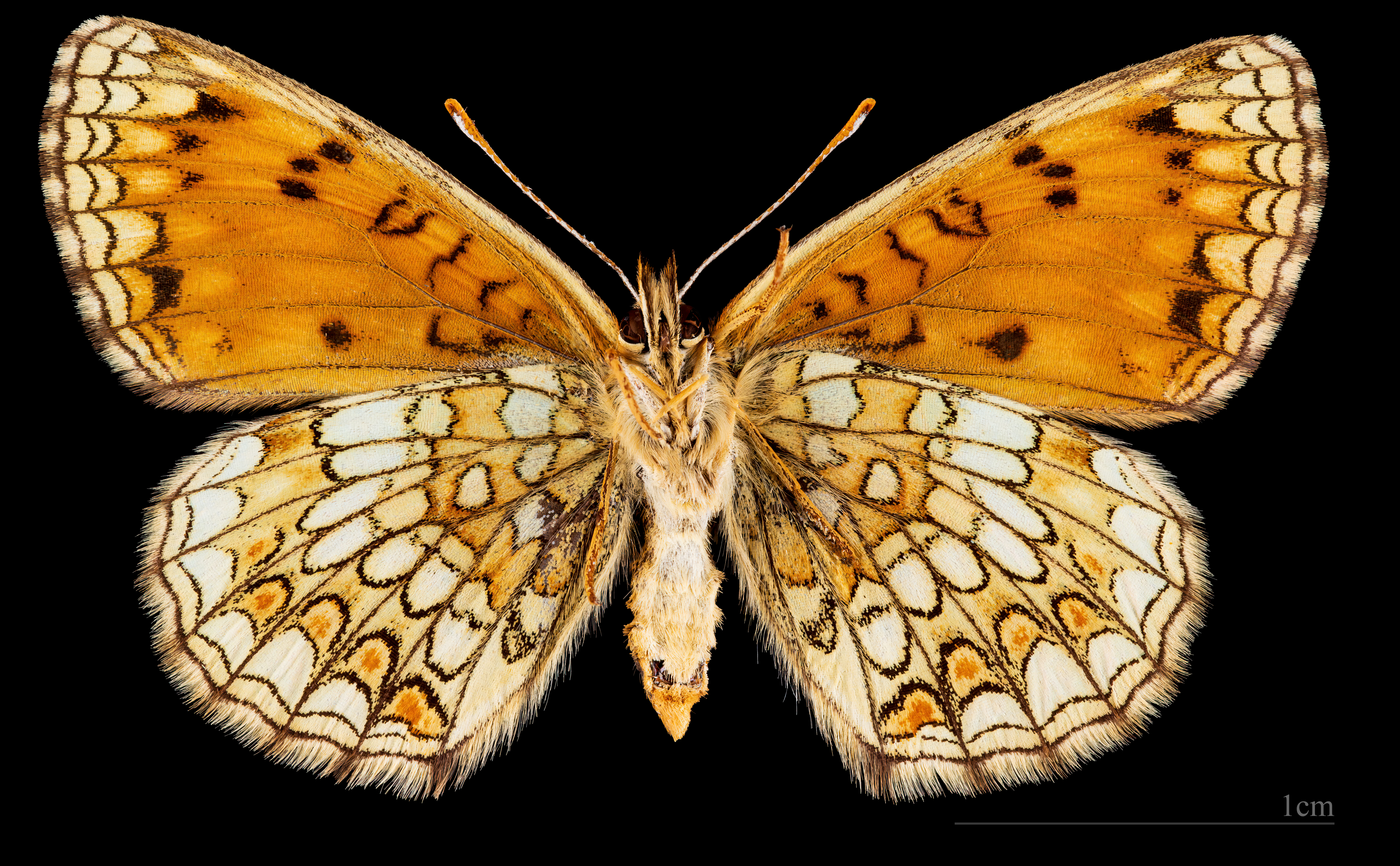
♀ △

- M. a. athalia
- M. a. norvegica Aurivillius 1888
- M. a. celadussa Frühstorfer 1910
- M. a. dictynnoides (Hormuzaki 1898)
- M. a. lucifuga (Fruhstorfer 1917)

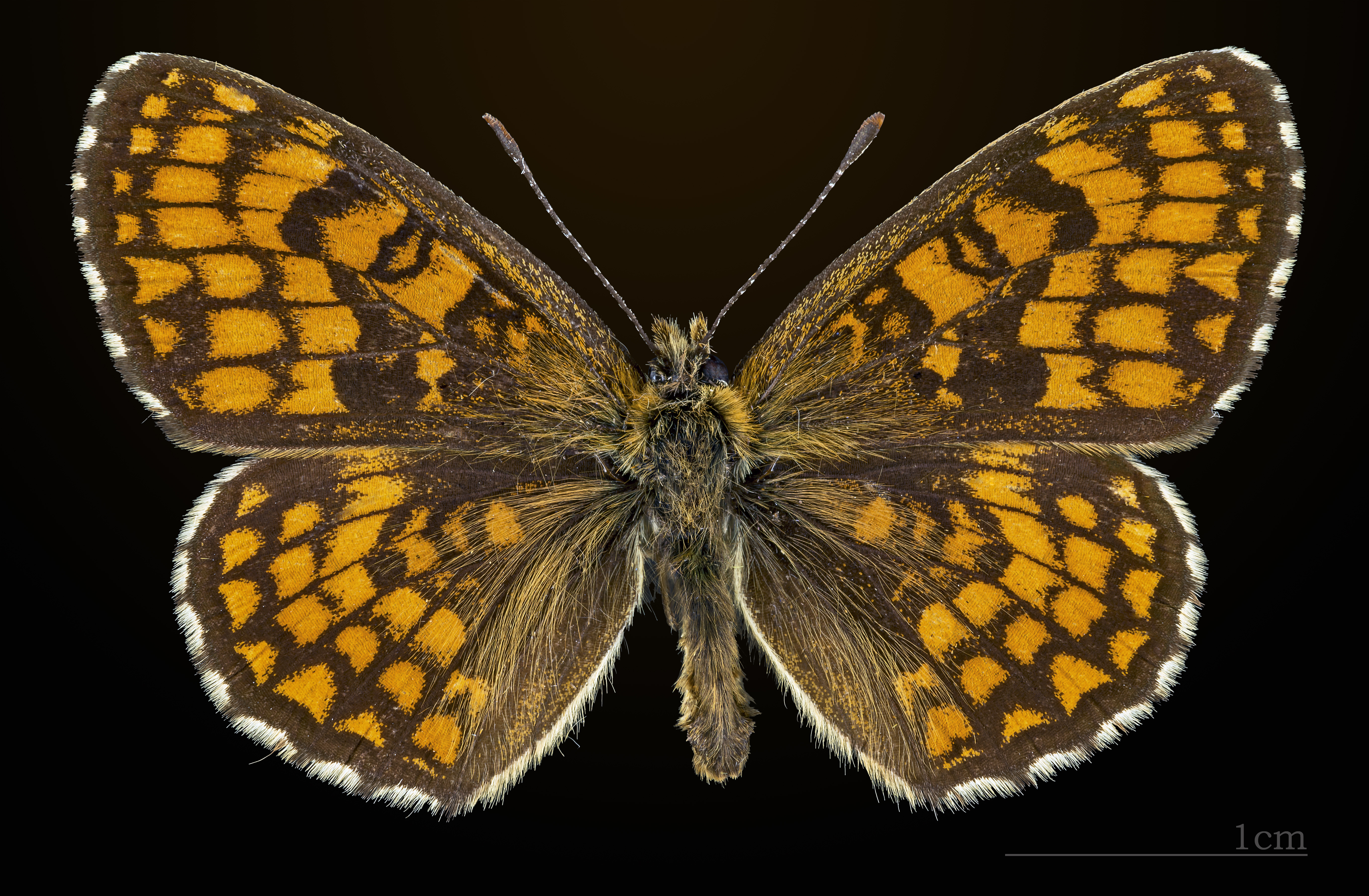
♂
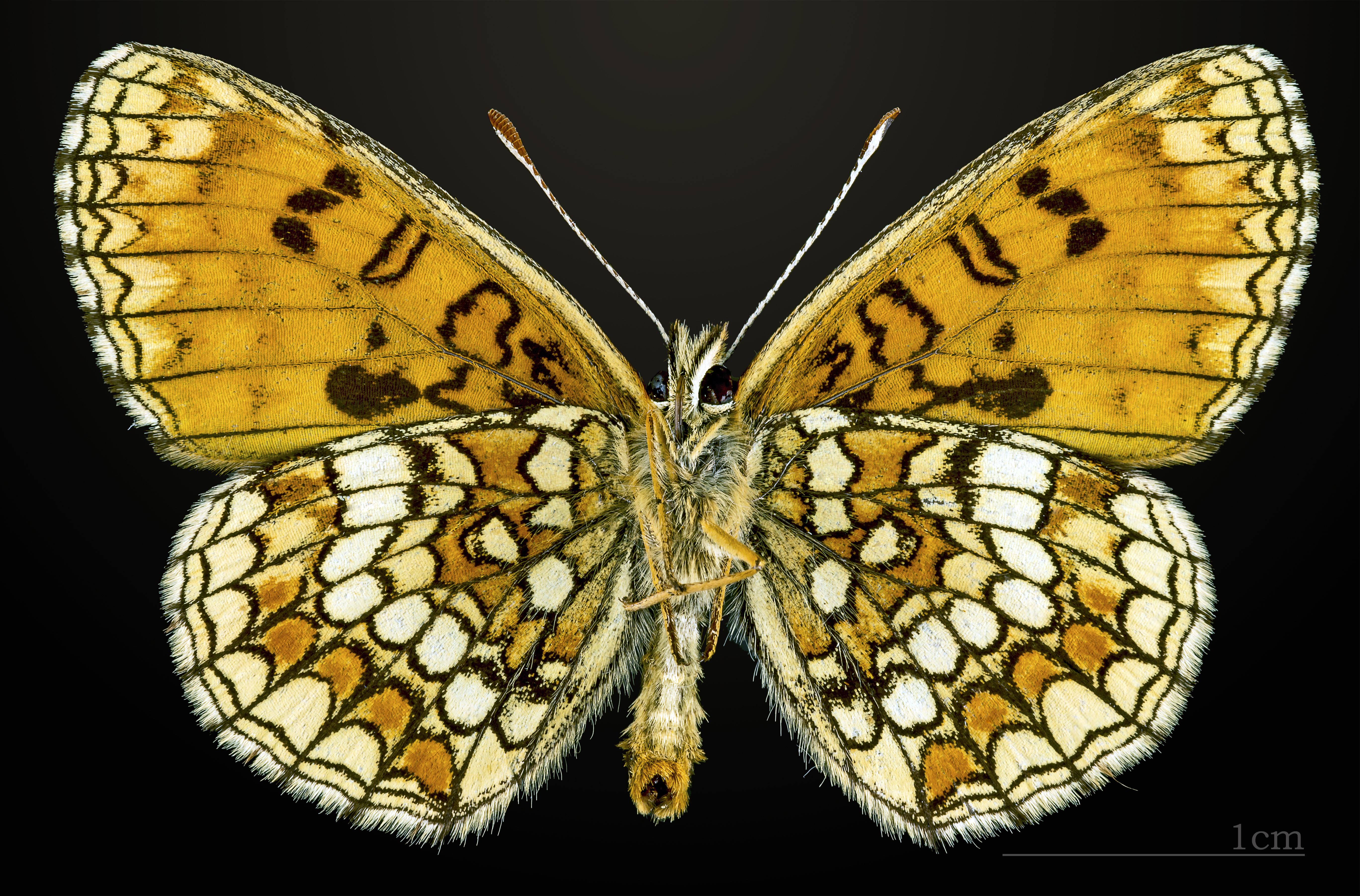
♂ △
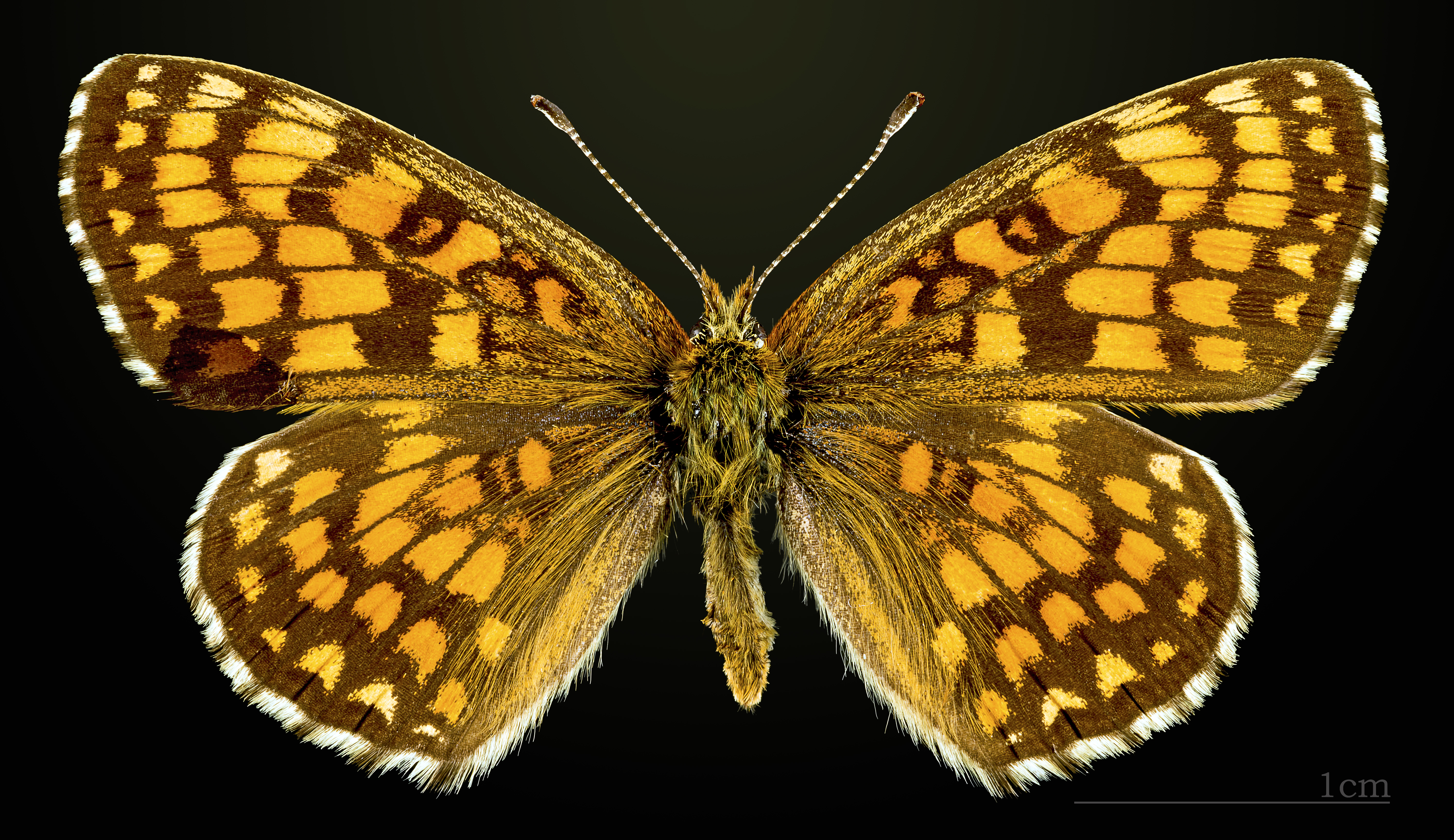
♀
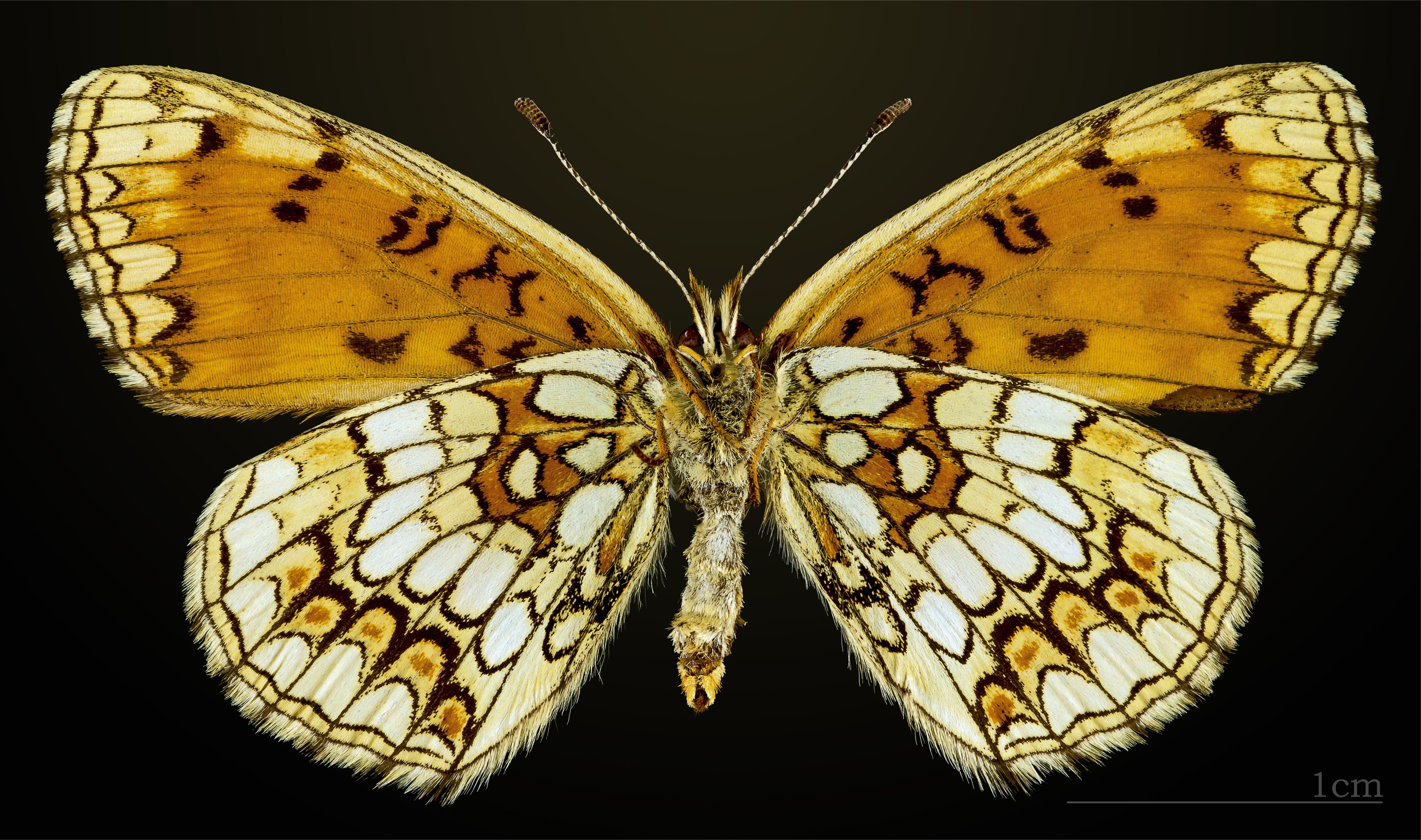
♀ △

- M. a. reticulata Higgins 1955
- M. a. baikalensis (Bremer 1961)
- M. a. hyperborea Dubatolov 1997

Melitaea athalia athalia
Melitaea athalia celadussa